# اچ‌ام‌اس مهراتا (جی۲۳)
اچ‌ام‌اس مهراتا (جی۲۳) (به انگلیسی: HMS Mahratta (G23)) یک زیردریایی بود که طول آن ۳۶۲ فوت (۱۱۰ متر) بود. این زیردریایی در سال ۱۹۴۲ ساخته شد.